# 禁令 (蘇格蘭)
禁令是蘇格蘭法律中的一種法院命令，旨在制止某人侵犯他人的權利。其可由高等民事法院或司法行政官法庭發出。其在英格蘭法律中的對等術語是禁制令（injunction）。臨時的禁令稱為暫時禁令（interim interdict）。當表面證據成立時，法院會發出暫時禁令，並以適宜性的平衡（balance of convenience）作出補救。違反禁令可引致罰款或監禁。